# فرودگاه لاهاد داتو
فرودگاه لاهاد داتو  (به انگلیسی: Lahad Datu Airport) (به زبان بومی: Lapangan Terbang Lahad Datu) یک فرودگاه همگانی مسافربری با کد یاتا LDU است که یک باند فرود آسفالت دارد و طول باند آن ۱۳۷۱ متر است. این فرودگاه در کشور مالزی قرار دارد و در ارتفاع ۱۴ متری از سطح دریا واقع شده است.

## شرکت‌های هواپیمایی و مقصدهای پروازی
| شرکت‌های هواپیمایی                 | مقصدهای پروازی |
| --------------------------------- | -------------- |
| مالزی ایرلاینز اجرا توسط MASwings | کوتا کینابالو  |